# Pierre Piccarde

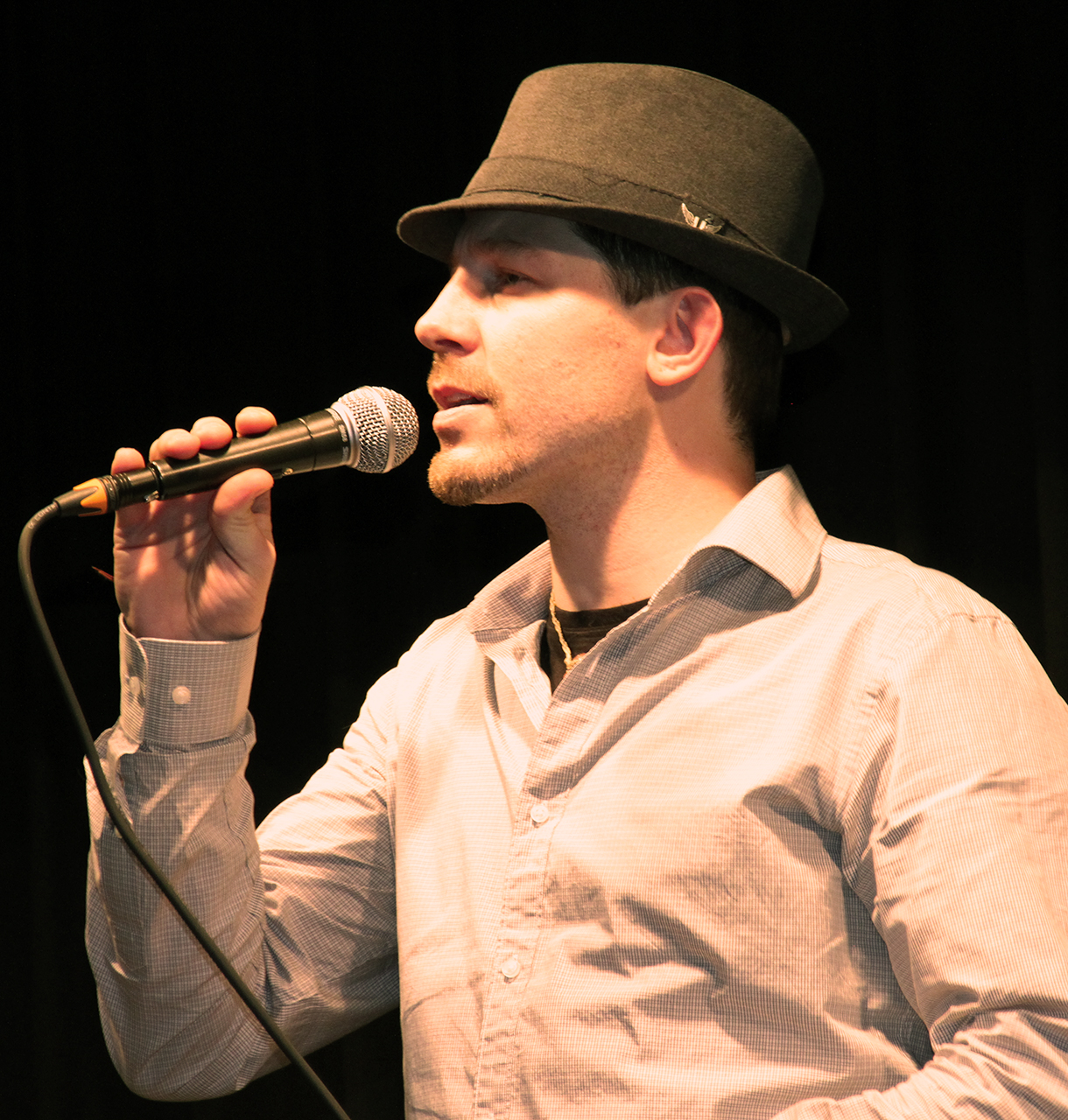
Pierre Piccarde, 2013

Pierre Piccarde (* 23. Juli 1979 in Basel) ist ein Schweizer Sänger, Songwriter und Musikproduzent im Bereich Funk, House und Pop.

## Leben
Piccarde startete seine musikalische Karriere Ende der 1990er Jahre als Sänger in der Berner Formation Deep Soldiers. Mit seiner zweiten Formation Awooka aus Basel konnte er ab dem Jahr 2001 mit seinem Live-Gesang zu House-Musik in verschiedenen Diskotheken weiter auf sich aufmerksam machen. Parallel dazu war er immer noch als DJ tätig und war unter anderem Resident-DJ im bekannten Basler Atlan-tis Club. Später begann er damit, als Live-Vocalist DJs aus aller Welt bei deren Auftritten gesanglich zu begleiten. Durch die Zusammenarbeit mit dem damals populären Soulful Label Chillifunk Records aus London kam er vor allem auch in England zu diversen Auftritten. So konnte er unter anderem gemeinsam mit Dr. Bob Jones oder Gilles Peterson auftreten.
Im Jahr 2008 eröffnete er sein eigenes Tonstudio in Basel, in welchem er sein erstes Soloalbum Signification produzierte, um es unter seinem eigenen Label Marylin Musique im Jahr 2010 zu veröffentlichen. Das Album verkaufte sich weltweit und fand speziell in der südafrikanischen House-Szene großen Anklang.
Im Jahr 2012 schloss er sich der Schweizer Band Funky Delicious an und spielte unter deren Namen verschiedene Konzerte. Seit dem Jahr 2014 tritt er wieder als Solointerpret unter seinem eigenen Namen auf. Er wird bei Live-Konzerten aber nach wie vor von den Mitgliedern von Funky Delicious musikalisch begleitet.

## Diskografie

### Alben
- 2010: Signification
- 2015: Between (EP)

### Singles
- 1999: You’re So Good
- 2001: Freedom
- 2001: Thank You
- 2003: Another Day
- 2003: Friday Night In Frisco
- 2004: Spend Love
- 2005: Dream On
- 2006: What You Have Done
- 2006: Changed
- 2007: Friday Nite
- 2008: Get Up
- 2009: Be With You
- 2011: Life
- 2014: Give Me A Nite